# Río Rapirrán
Río Rapirrán är ett vattendrag i Brasilien, på gränsen till Bolivia. Det ligger i den västra delen av landet, 2 200 km väster om huvudstaden Brasília.
I omgivningen kring Río Rapirrán växer i huvudsak städsegrön lövskog. Området är nästan obefolkat, med mindre än två invånare per kvadratkilometer.